# Clubiona phansa
Clubiona phansa är en spindelart som beskrevs av Embrik Strand 1911. Clubiona phansa ingår i släktet Clubiona och familjen säckspindlar. Inga underarter finns listade i Catalogue of Life.